# Echinocactus grusonii
Echinocactus grusonii é uma conhecida espécie de cacto nativa do México central de San Luis Potosi a Hidalgo. Descrito por Heinrich Hildmann em 1891, é popularmente conhecido como Cacto Barril Dourado, Bola de Ouro ou, como diversas outras espécies de aparência similar, pelo nome Assento de Sogra, em função de sua forma lembrar a de uma banqueta ou uma almofada.
Pertence ao pequeno gênero Echinocactus, que com seu parente próximo Ferocactus, são habitualmente referidos como cactos barril.

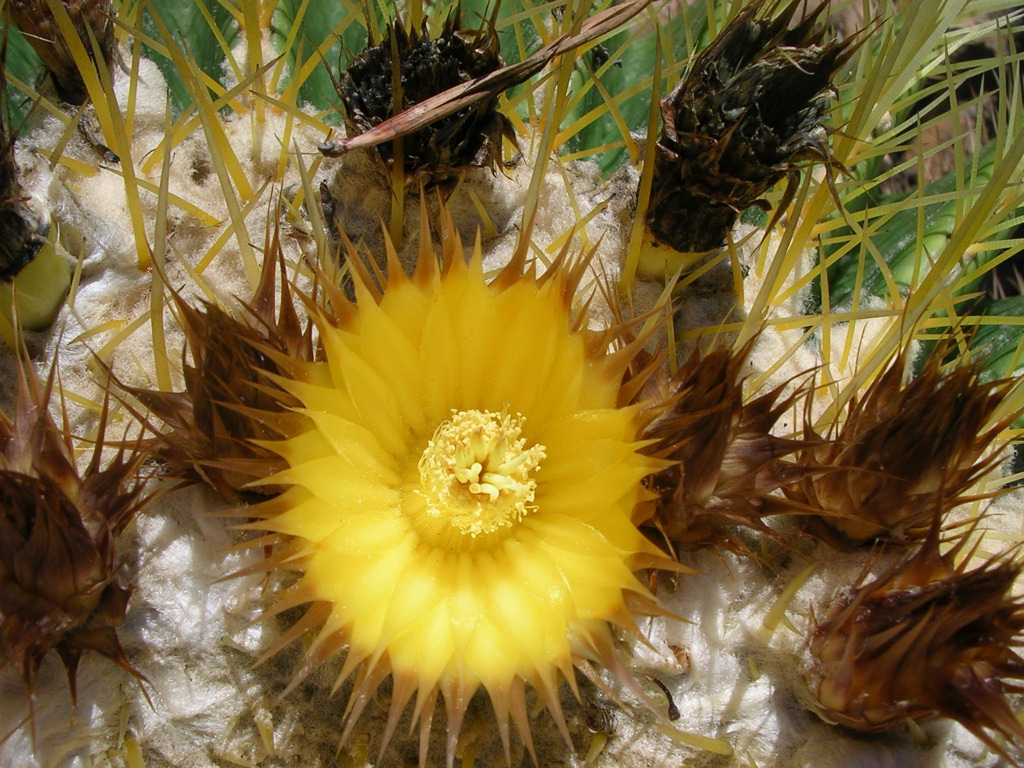
Flor

A despeito de ser um dos cactos mais populares em cultivo, é raro e considerado criticamente ameaçado na natureza.
Crescendo como um grande globo, pode ocasionalmente superar um metro de altura após muitos anos. Plantas adultas podem apresentar até 35 pronunciadas costelas, contudo estas não são evidentes em plantas jovens, as quais têm uma aparência nodosa e não se parecem com os exemplares adultos. Seus afiados espinhos são longos, retos ou levemente curvados, de vários tons de amarelo ou excepcionalmente brancos. Pequenas flores amarelas aparecem no verão ao redor da coroa da planta, mas apenas após esta atingir cerca de vinte anos de idade.

## Cultivo

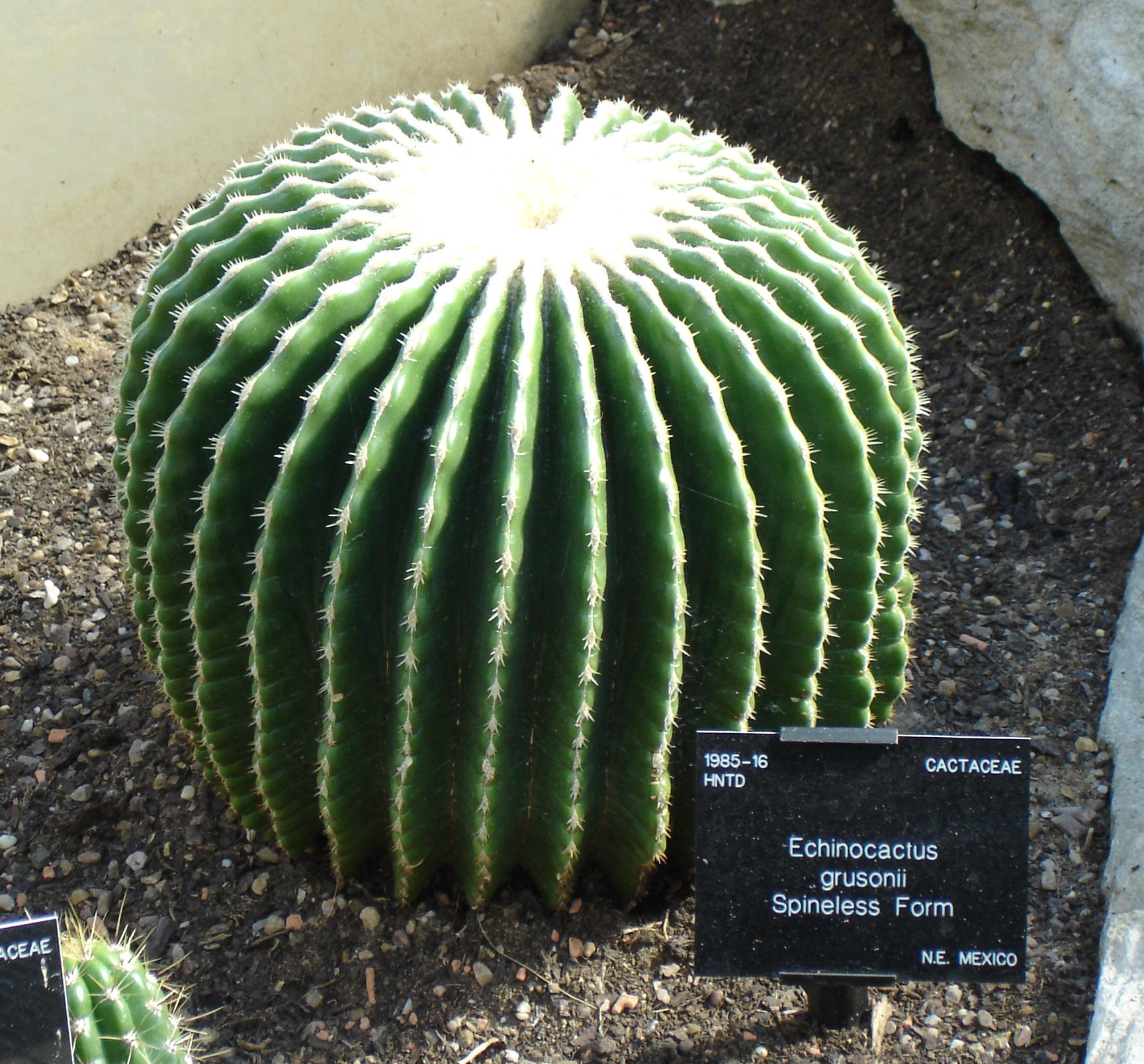
Echinocactus grusonii, variedade sem espinhos

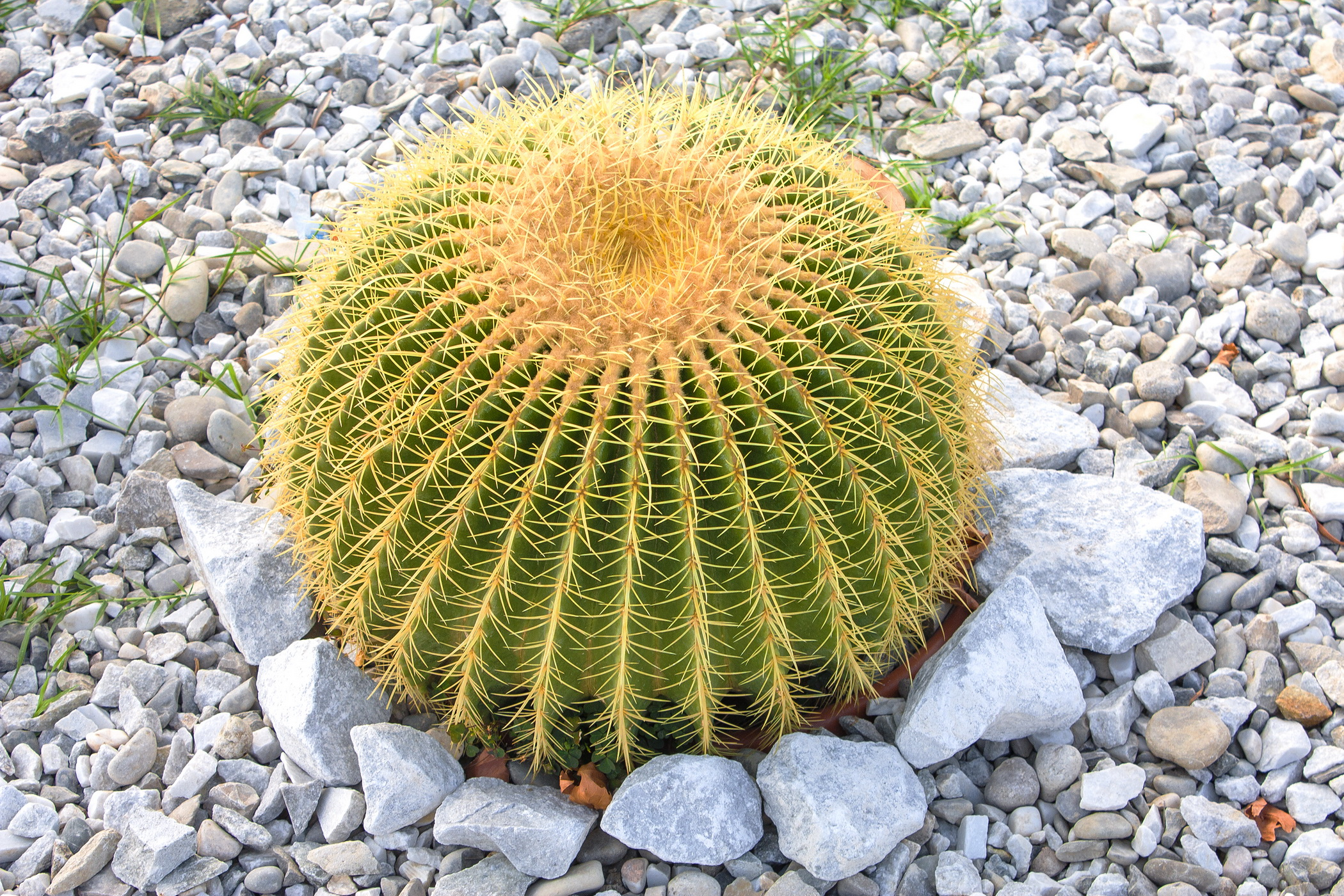
Echinocactus grusonii em crescimento

Amplamente cultivado em locais de clima quente ao redor do mundo, é considerado fácil de cultivar e cresce relativamente rápido. Tem sido usado cada vez mais como planta escultural em paisagismo. Jamie Durie, um dos mais conhecidos paisagistas da Austrália, diz ser esta uma de suas plantas favoritas. Em cultivo existem também variedades de espinhos brancos, de espinhos curtos e ausentes de espinhos.
Mesmo fáceis de cultivar, estas plantas tem certas necessidades básicas, uma média mínima de temperatura no inverno por volta de 12°C, e boa drenagem com menos regas durante este período. Água excessiva durante o frio apodrece as raízes.
Exemplares de  Echinocactus grusonii podem ser admirados em coleções de plantas do deserto em muitos jardins botânicos ao redor do mundo.

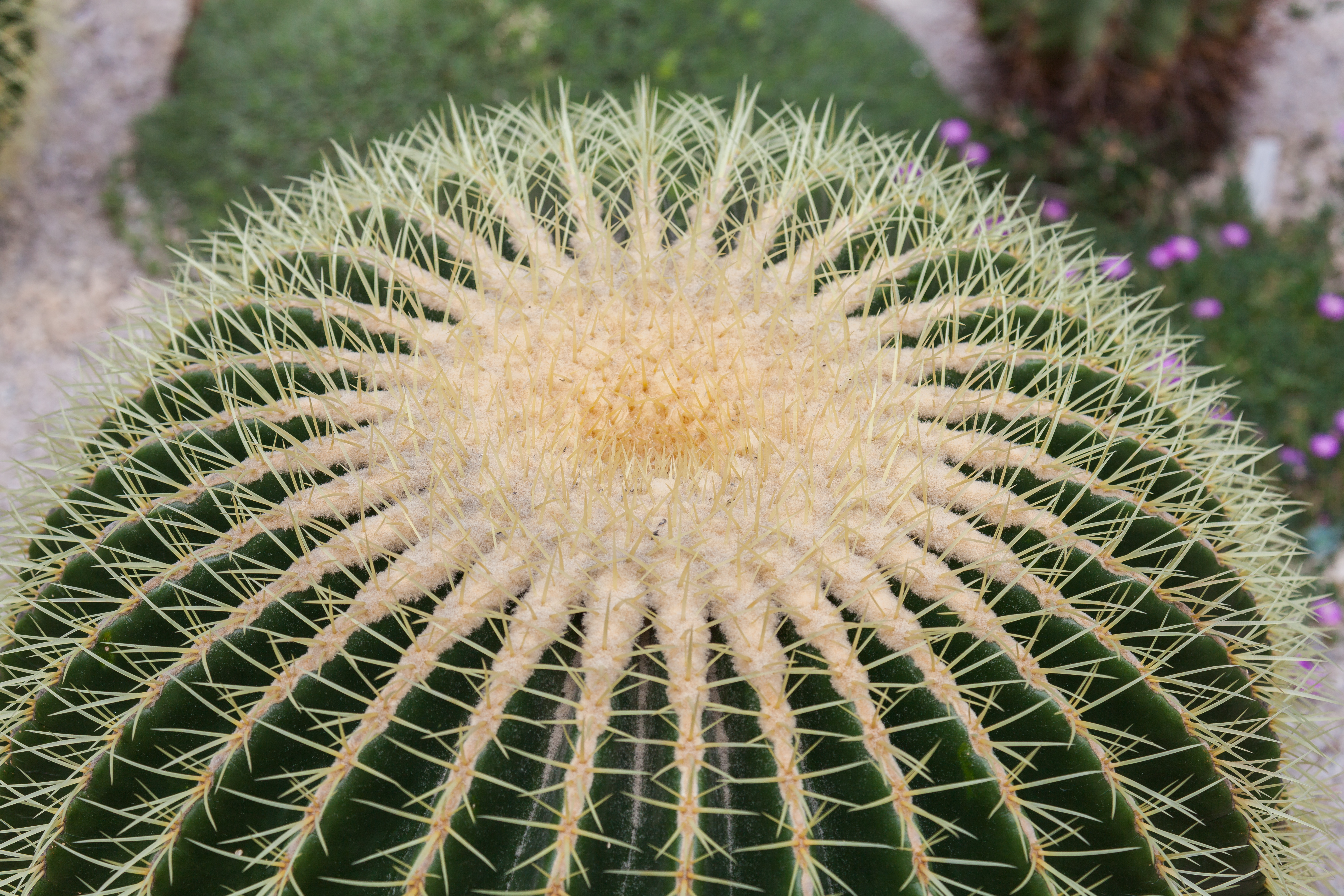
Echinocactus grusonii